# Российский феатр

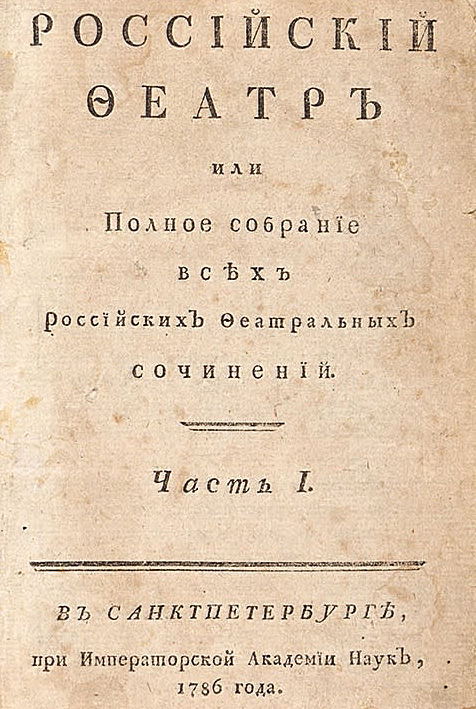
«Российский феатр»

«Российский феатр» или «Полное собрание всех Российских Феатральных сочинений» — издание Петербургской академии наук с 1786 по 1794 год.
«Российский феатр» издавался в столице Российской империи городе Санкт-Петербурге; всего вышло в свет 43 части.
Издание было задумано директором Санкт-Петербургской Академии наук и председателем Российской Академии княгиней Екатериной Романовной Дашковой, с целью собрать в одно целое как изданные в печати ранее, так и остававшиеся ещё в рукописях русские театральные пьесы.
В «Российском феатре» были, среди прочих, помещены произведения следующих авторов: А. Аблесимова, Ипполита Богдановича, Дениса Фонвизина, Вязмитинова, Екатерины II, А. Клушина, Княжнина, Е. Кострова, И. Крылова, В. Левшина, М. В. Ломоносова, В. Лукина, В. Майкова, И. Михайлова, П. Плавильщикова, П. Потемкина, М. Прокудина, Сумарокова, Тредьяковского, Д. И. Хвостова, Хераскова, О. Чернявского.
В 39-й части «Полного собрания всех Российских Феатральных сочинений» вышедшей в 1793 году была помещена трагедия русского драматурга Якова Борисовича Княжнина «Вадим Новгородский», выпущенная в свет также и отдельно. Эта трагедия была признана цензурой «опасной»; приказано было «об авторе и о напечатании его трагедии произвести самое строжайшее расследование», экземпляры трагедии конфисковать и уничтожить. Поэтому полный экземпляр 39-й части «Российского феатра» и отдельно напечатанная трагедия уже в начале XIX века составляли большую библиографическую редкость.